# Johann Wolfgang Franck
Johann Wolfgang Franck (getauft am 17. Juni 1644 in Unterschwaningen, Mittelfranken; † um 1710 in London) war ein deutscher Kapellmeister, Kantor und Komponist.

## Leben und Wirken
Johann Wolfgang Franck wirkte von 1673 bis 1679 als Hofkapellmeister in Ansbach. Nachdem er am 17. Januar 1679 aus Eifersucht den Hofmusikus Ulbrecht ermordet hatte, flüchtete er nach Hamburg. Hier komponierte er zunächst mehrere „Geistliche Sing-Spiele“ für die Oper am Gänsemarkt. Von 1682 bis 1685 bekleidete er die Stelle des Domkantors. Ab 1690 lebte er in London. Gemeinsam mit Robert King trat er dort zunächst als Konzertveranstalter auf (1690 bis 1693) und war danach nur noch als Komponist tätig. Am bekanntesten ist Franck heute als Komponist der ersten deutschen Oper, die vollständig erhalten ist: „Die drey Töchter Cecrops“ (1679).
Neben einigen Opern schuf er Lieder (insbesondere für die Konzerte in London), Kantaten sowie zahlreiche Gesangbuchmelodien.

## Werke (Auswahl)
- Die Wol und beständig-liebende Michal oder Der Siegende und fliehende David in einem Sing-Spiel. Hamburg 1679.
- Die Macchabaeische Mutter mit ihren sieben Söhnen in einem Singe-Spiel. Hamburg 1679.
- Aeneas,Oper, 1680
- Vespasian, Oper, 1681
- Diokletian, Oper, 1682
- Geistliche Lieder … schrieb M. Hinrich Elmenhorst … mit J. W. Francken anmuhtigen Melodeyen. Hamburg 1681. (Neu bearbeitet vom Merseburger Domorganisten David Hermann Engel u.d.T. Zur häuslichen Erbauung. Geistliche Melodieen Johann Wolfgang Francks ... , mit neuen Texten versehen von Wilhelm Osterwald. Breitkopf & Härtel, Leipzig)
- Charitine oder Göttlich-Geliebte. Hamburg 1681. (Oper)
- M. Hinrich Elmenhorstes ferner-besungene Vorfallungen im Christenthum. Die Melodeyen setzte Johann Wolffg. Franck. Hamburg 1682. (Franck, Johann Wolfgang, Hinrich Elmenhorst: Geistliche Lieder, herausgegeben von Johann Christopher Jauch, Lüneburg 1700, Reprint Hildesheim 2000, ISBN 3-487-11039-3. (= Denkmäler Deutscher Tonkunst 1. Folge, Band 45, Wiesbaden 1961.))
- Geistliches Gesangbuch. Hamburg 1685.
- Der glückliche Groß-Vezier Cara Mustapha, erster Theil, nebenst der grausahmen Belagerung und Bestürmung der Kayserlichen Residentz-Stadt Wien (2 Teile, Hamburg, Theater am Gänsemarkt)
- Musikalische Andachten für Singstimme und Basso continuo (Hamburg, 1687) OCLC 1073174541